# Villanueva del Ariscal
Villanueva del Ariscal este un municipiu în provincia Sevilia, Andaluzia, Spania cu o populație de 4.939 locuitori.
1. ↑  Nomenclátor Geográfico de Municipios y Entidades de Población (20240402 edition)
2. ↑   http://transparencia.villanuevadelariscal.es/es/transparencia/indicadores-de-transparencia/indicador/Biografia-del-Alcalde-y-Concejales-00037/ Lipsește sau este vid: |title= (ajutor)